# أوسامو نوغوشي
أوسامو نوغوشي (باليابانية: 野口修؛ بالكانا: のぐち おさむ) هو شخصية أعمال ياباني، ولد في 24 يناير 1934 في بونكيو في اليابان، وتوفي في مارس 2016.